# رزلیندیل
رزلیندیل (به انگلیسی: Roslindale) یک منطقهٔ مسکونی در ایالات متحده آمریکا است که در بوستون واقع شده‌است.